# 백마강
백마강(白馬江), 또는 백강(白江)은 충청남도 부여군을 지나는 금강(錦江)의 하류 구간을 부르는 이름인데, 경우에 따라서는 금산군(錦山郡) 이남의 금강 중하류를 통틀어 가리키는 말로도 쓰인다.

## 개요
부소산 동측을 침식하여 백제 말기의 슬픈 이야기를 남긴 낙화암이란 하식애(河蝕崖)를 발달시켜 경승지를 이루고 있다. 부소산 정상에는 반월성지와 최고점인 월영대에 군창지가 있는데, 탄화된 쌀, 보리, 콩 등이 흙 속에 있어 좋은 관광 기념품이 되고 있다. 낙화암은 고도 평양의 모란봉 동쪽의 대동강 하식애인 청류벽을 방불케 하는 천연의 요험이다. 전에는 남서쪽으로의 왕래는 규암 나루를 통하였으나, 지금은 백제교를 이용하게 되어 편리해졌다. 강에는 소정방이 용을 낚았다는 조룡대가 위치해 있다.